# Indikationsområde
Ett läkemedels indikationsområde avser den eller de användningsområden (indikationer) inom vilket läkemedlet är verksamt. I de nordiska länderna och WHO:s biverkningsrapporteringsystem beskrivs olika indikationer med en ATC-kod.
Två olika läkemedel med samma aktiva substans kan ha olika indikationsområden. Exempelvis kan acetylsalicylsyra användas receptfritt mot värk och inflammation, medan det i en lägre dos och under ett annat namn används som profylax, exempelvis efter hjärtinfarkt. Apotekspersonal får inte rekommendera användning av egenvårdspreparat för andra åkommor än vad de är indicerade till. Läkare kan dock i vissa fall förskriva ett preparat för något annat än vad indikationen för det läkemedlet säger, detta kallas off label-förskrivning.